# Lanne-en-Barétous
Pour les articles homonymes, voir Lanne et Barétous.
Lanne-en-Barétous [lan ɑ̃ baʁetus] est une commune française, située dans le département des Pyrénées-Atlantiques (Béarn) en région Nouvelle-Aquitaine.
Le gentilé est Lannais.

## Géographie

### Localisation
La commune de Lanne-en-Barétous se trouve dans le département des Pyrénées-Atlantiques, en région Nouvelle-Aquitaine.
Elle se situe à 50 km par la route de Pau, préfecture du département, et à 17 km d'Oloron-Sainte-Marie, sous-préfecture.
Les communes les plus proches sont : 
Aramits (2,8 km), Arette (4,0 km), Montory (5,1 km), Arette (6,6 km), Féas (7,5 km), Issor (8,1 km), Haux (8,2 km), Tardets-Sorholus (8,4 km).
Sur le plan historique et culturel, Lanne-en-Barétous fait partie de la province du Béarn, qui fut également un État et qui présente une unité historique et culturelle à laquelle s’oppose une diversité frappante de paysages au relief tourmenté.
La commune fait partie de la vallée de Barétous.

### Communes limitrophes
Les communes limitrophes sont  Aramits, Arette, Barcus, Haux, Montory et Sainte-Engrâce.
|         | Barcus            | Aramits |
| Montory | Lanne-en-Barétous | Arette  |
| Haux    | Sainte-Engrâce    |         |

### Hydrographie
La commune est traversée par les affluents du gave d'Oloron suivants :
- le Joos et ses affluents :
  - l'arrèc d'Etchanchu et son affluent :
    - l'arriou de Harpasquette

  - l'arriou de Soulou

La commune est également arrosée par les affluents du Vert (affluent du gave d'Oloron) suivants :
- l'arrèc de Bitole et ses affluents :
  - le Coumé de Benou
  - le gave d'Ayduc et ses affluents :
    - le Coste Mayou
    - le ruisseau de l'Abat de Saraude

  - l'Hourmayou
  - le Larrigau et son affluent :
    - le	ruisseau de Lacoste

  - le Lissiague et ses affluents :
    - l'arrèc legacegue
    - la Lissiaguzère

  - le ruisseau du col de Sudou et son affluent :
    - l'arrèc de cap de Gat

### Climat
Pour des articles plus généraux, voir Climat de la Nouvelle-Aquitaine et Climat des Pyrénées-Atlantiques.
Historiquement, la commune est exposée à un climat de montagne.  
En 2020, Météo-France publie une typologie des climats de la France métropolitaine dans laquelle la commune est toujours exposée à un climat de montagne et est dans la région climatique Pyrénées atlantiques, caractérisée par une pluviométrie élevée (>1 200 mm/an) en toutes saisons, des hivers très doux (7,5 °C en plaine) et des vents faibles.
Pour la période 1971-2000, la température annuelle moyenne est de 12,7 °C, avec une amplitude thermique annuelle de 13,5 °C. Le cumul annuel moyen de précipitations est de 1 435 mm, avec 11,9 jours de précipitations en janvier et 9,2 jours en juillet. Pour la période 1991-2020, la température moyenne annuelle observée sur la station météorologique la plus proche, située sur la commune de Licq-Athérey à 11 km à vol d'oiseau, est de 13,1 °C et le cumul annuel moyen de précipitations est de 1 528,1 mm,. Pour l'avenir, les paramètres climatiques de la commune estimés pour 2050 selon différents scénarios d'émission de gaz à effet de serre sont consultables sur un site dédié publié par Météo-France en novembre 2022.

### Milieux naturels et biodiversité

#### Réseau Natura 2000
Le réseau Natura 2000 est un réseau écologique européen de sites naturels d'intérêt écologique élaboré à partir des Directives « Habitats » et « Oiseaux », constitué de zones spéciales de conservation (ZSC) et de zones de protection spéciale (ZPS).
Deux sites Natura 2000 ont été définis sur la commune au titre de la « directive Habitats », : 
- les « montagnes du Barétous », d'une superficie de 14 421 ha, présentant une flore très diversifiée marquée par une nette influence atlantique et montagnarde. Elles se démarquent des autres massifs de la Haute Soule et du Barétous` notamment par sa flore caractéristique des tourbières comprenant de nombreuses espèces patrimoniales dont 16 espèces de sphaignes et 4 lycopodiacées[17] ;
- « le gave d'Oloron (cours d'eau) et marais de Labastide-Villefranche », d'une superficie de 2 547 ha, une rivière à saumon et écrevisse à pattes blanches[18] ;

et une au titre de la « directive Oiseaux », : 
- la « Haute Soule : massif de la Pierre Saint-Martin », d'une superficie de 18 312 ha, un vaste ensemble montagneux de basse à haute altitude[19].

#### Zones naturelles d'intérêt écologique, faunistique et floristique
L’inventaire des zones naturelles d'intérêt écologique, faunistique et floristique (ZNIEFF) a pour objectif de réaliser une couverture des zones les plus intéressantes sur le plan écologique, essentiellement dans la perspective d’améliorer la connaissance du patrimoine naturel national et de fournir aux différents décideurs un outil d’aide à la prise en compte de l’environnement dans l’aménagement du territoire.
Quatre ZNIEFF de type 1 sont recensées sur la commune, : 
- la « montagne d'Ahargou et mont Begousse » (3 233,01 ha), couvrant 6 communes du département[21] ;
- le « pic Sudou et soum de Liorry » (2 116,73 ha), couvrant 2 communes du département[22] ;
- le « pics de Biscarroulles et de Légorre, crêtes de la Chousse et de Benou » (2 756,94 ha), couvrant 3 communes du département[23] ;
- les « tourbières d'Issarbe » (598,92 ha)[24] ;

et trois ZNIEFF de type 2,, : 
- le « bassin versant du Lausset et du Joos : bois, landes et zones tourbeuses » (19 519,13 ha), couvrant 23 communes du département[25] ;
- le « réseau hydrographique du gave d'Oloron et de ses affluents » (6 885,32 ha), couvrant 114 communes dont 2 dans les Landes et 112 dans les Pyrénées-Atlantiques[26] ;
- la « vallée de Barétous (bassin versant du Vert) » (15 909,85 ha), couvrant 8 communes du département[27].

## Urbanisme

### Typologie
Au 1er janvier 2024, Lanne-en-Barétous est catégorisée commune rurale à habitat très dispersé, selon la nouvelle grille communale de densité à sept niveaux définie par l'Insee en 2022.
Elle est située hors unité urbaine. Par ailleurs la commune fait partie de l'aire d'attraction d'Oloron-Sainte-Marie, dont elle est une commune de la couronne,. Cette aire, qui regroupe 44 communes, est catégorisée dans les aires de moins de 50 000 habitants,.

### Occupation des sols

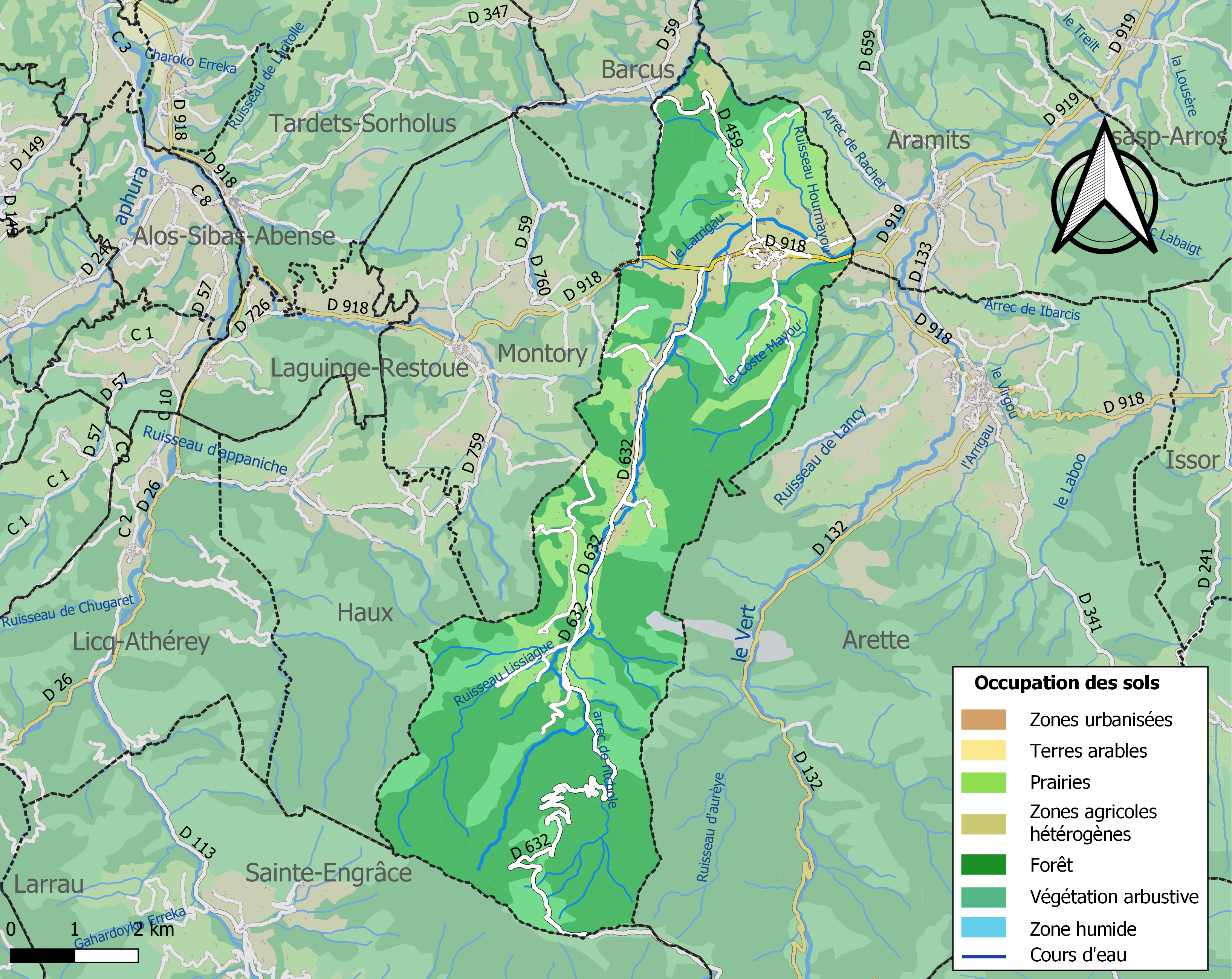
Carte des infrastructures et de l'occupation des sols de la commune en 2018 (CLC).

L'occupation des sols de la commune, telle qu'elle ressort de la base de données européenne d’occupation biophysique des sols Corine Land Cover (CLC), est marquée par l'importance des forêts et milieux semi-naturels (72,9 % en 2018), une proportion sensiblement équivalente à celle de 1990 (72,6 %). La répartition détaillée en 2018 est la suivante : 
forêts (55 %), milieux à végétation arbustive et/ou herbacée (17,7 %), prairies (16,1 %), zones agricoles hétérogènes (10,2 %), zones urbanisées (0,7 %), espaces ouverts, sans ou avec peu de végétation (0,2 %). L'évolution de l’occupation des sols de la commune et de ses infrastructures peut être observée sur les différentes représentations cartographiques du territoire : la carte de Cassini (XVIIIe siècle), la carte d'état-major (1820-1866) et les cartes ou photos aériennes de l'IGN pour la période actuelle (1950 à aujourd'hui).

### Lieux-dits et hameaux
- Aiducq.

### Risques majeurs
Le territoire de la commune de Lanne-en-Barétous est vulnérable à différents aléas naturels : météorologiques (tempête, orage, neige, grand froid, canicule ou sécheresse), inondations, feux de forêts, mouvements de terrains, avalanche  et séisme (sismicité moyenne). Il est également exposé à un risque particulier : le risque de radon. Un site publié par le BRGM permet d'évaluer simplement et rapidement les risques d'un bien localisé soit par son adresse soit par le numéro de sa parcelle.

#### Risques naturels
Certaines parties du territoire communal sont susceptibles d’être affectées par le risque d’inondation par une crue torrentielle ou à montée rapide de cours d'eau, notamment le ruisseau le vert de barlanès et le Joz erreka. La commune a été reconnue en état de catastrophe naturelle au titre des dommages causés par les inondations et coulées de boue survenues en 1982, 1992, 2003, 2008, 2009 et 2014,.
Lanne-en-Barétous est exposée au risque de feu de forêt. En 2020, le premier plan de protection des forêts contre les incendies (PDPFCI) a été adopté pour la période 2020-2030. La réglementation des usages du feu à l’air libre et les obligations légales de débroussaillement dans le département des Pyrénées-Atlantiques font l'objet d'une consultation de public ouverte du 16 septembre au 7 octobre 2022,.
Les mouvements de terrains susceptibles de se produire sur la commune sont des affaissements et effondrements liés aux cavités souterraines (hors mines). Afin de mieux appréhender le risque d’affaissement de terrain, un inventaire national permet de localiser les éventuelles cavités souterraines sur la commune.

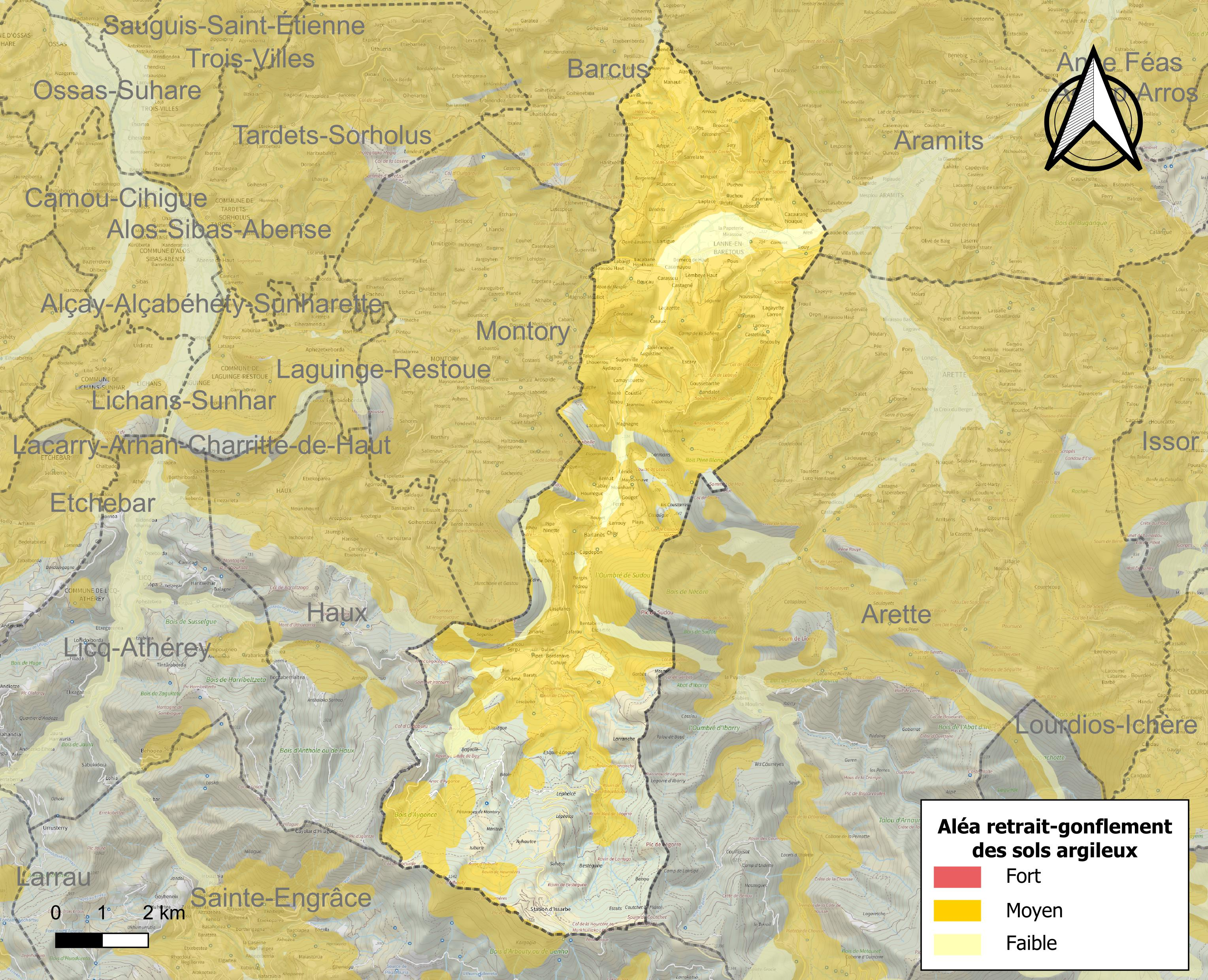
Carte des zones d'aléa retrait-gonflement des sols argileux de Lanne-en-Barétous.

Le retrait-gonflement des sols argileux est susceptible d'engendrer des dommages importants aux bâtiments en cas d’alternance de périodes de sécheresse et de pluie. 67,8 % de la superficie communale est en aléa moyen ou fort (59 % au niveau départemental et 48,5 % au niveau national). Depuis le 1er octobre 2020, en application de la loi ELAN, différentes contraintes s'imposent aux vendeurs, maîtres d'ouvrages ou constructeurs de biens situés dans une zone classée en aléa moyen ou fort,.
La commune est exposée aux risques d'avalanche. Les habitants exposés à ce risque doivent se renseigner, en mairie, de l’existence d’un plan de prévention des risques avalanches (PPRA). Le cas échéant, identifier les mesures applicables à l'habitation, identifier, au sein de l'habitation, la pièce avec la façade la moins exposée à l’aléa pouvant faire office, au besoin, de zone de confinement et équiper cette pièce avec un kit de situation d’urgence,.

#### Risque particulier
Dans plusieurs parties du territoire national, le radon, accumulé dans certains logements ou autres locaux, peut constituer une source significative d’exposition de la population aux rayonnements ionisants. Selon la classification de 2018, la commune de Lanne-en-Barétous est classée en zone 2, à savoir zone à potentiel radon faible mais sur lesquelles des facteurs géologiques particuliers peuvent faciliter le transfert du radon vers les bâtiments.

## Toponymie
Le toponyme Lanne apparaît sous les formes 
Lane (1385, cencier de Béarn), 
Lana (1444, règlements de la Cour Majour de Béarn), 
Sanctus Martinus de Lanne (1673, insinuations du diocèse d'Oloron).
Il vient du mot celtique (gaulois) landa, arrivé en Aquitaine avec la colonisation romaine et signifie champ.
Son nom béarnais est Lana ou Lane.
Ayducq est un hameau de la commune de Lanne, mentionné en 1863 par le dictionnaire topographique Béarn-Pays basque.

## Histoire
En 1385, Lanne comptait 17 feux et dépendait du bailliage d'Oloron. Paul Raymond note l'existence d'une abbaye laïque, vassale de la vicomté de Béarn.
 En 1863, Lanne faisait toujours partie de la commune d’Aramits.
Le 1er septembre 1905 eut lieu l'ouverture de la section Lanne-en-Barétous-Tardets de la ligne Oloron-Mauléon (compagnie du chemin de fer Pau-Oloron-Mauléon et du tramway de Bayonne à Biarritz).

## Politique et administration
| Période                                  | Période   | Identité            | Étiquette    | Qualité |
| ---------------------------------------- | --------- | ------------------- | ------------ | --- |
| Les données manquantes sont à compléter. |           |                     |              | |
| 1971                                     | mars 2008 | Louis Althapé       | RPR puis UMP | Gérant de société Sénateur des Pyrénées-Atlantiques (1992 → 2001) Conseiller général d'Aramits (1973 → 2004) Président du Pays d'Oloron et des Vallées |
| mars 2008                                | mars 2014 | Jean-Marc Noussitou |              | |
| mars 2014                                | En cours  | Lydie Campello      |              | Juriste |

### Intercommunalité
Lanne-en-Barétous fait partie de quatre structures intercommunales :
- l’agence publique de gestion locale ;
- la communauté de communes du Haut Béarn ;
- le SIVU chargé du tourisme en Haute-Soule et Barétous ;
- le syndicat mixte des gaves d’Oloron - Aspe - Ossau et de leurs affluents.

## Population et société

### Démographie
L'évolution du nombre d'habitants est connue à travers les recensements de la population effectués dans la commune depuis 1793. Pour les communes de moins de 10 000 habitants, une enquête de recensement portant sur toute la population est réalisée tous les cinq ans, les populations de référence des années intermédiaires étant quant à elles estimées par interpolation ou extrapolation. Pour la commune, le premier recensement exhaustif entrant dans le cadre du nouveau dispositif a été réalisé en 2004.

En 2022, la commune comptait 479 habitants, en évolution de −3,23 % par rapport à 2016 (Pyrénées-Atlantiques : +3,78 %, France hors Mayotte : +2,11 %).
| 1793  | 1800  | 1806  | 1821  | 1831  | 1836  | 1841  | 1846  | 1851  |
| ----- | ----- | ----- | ----- | ----- | ----- | ----- | ----- | ----- |
| 1 037 | 1 074 | 1 054 | 1 280 | 1 401 | 1 423 | 1 423 | 1 422 | 1 380 |

| 1856  | 1861  | 1866  | 1872  | 1876  | 1881  | 1886  | 1891  | 1896 |
| ----- | ----- | ----- | ----- | ----- | ----- | ----- | ----- | ---- |
| 1 361 | 1 271 | 1 214 | 1 211 | 1 197 | 1 135 | 1 083 | 1 048 | 982  |

| 1901 | 1906 | 1911 | 1921 | 1926 | 1931 | 1936 | 1946 | 1954 |
| ---- | ---- | ---- | ---- | ---- | ---- | ---- | ---- | ---- |
| 953  | 967  | 959  | 815  | 830  | 798  | 782  | 799  | 691  |

| 1962 | 1968 | 1975 | 1982 | 1990 | 1999 | 2004 | 2006 | 2009 |
| ---- | ---- | ---- | ---- | ---- | ---- | ---- | ---- | ---- |
| 665  | 588  | 536  | 542  | 513  | 495  | 513  | 520  | 480  |

| 2014 | 2019 | 2022 | - | - | - | - | - | - |
| ---- | ---- | ---- | - | - | - | - | - | - |
| 477  | 493  | 479  | - | - | - | - | - | - |

## Économie
L'économie de la commune est essentiellement orientée vers l'agriculture et l'élevage. La commune fait partie de la zone d'appellation de l'ossau-iraty.
La station de ski d'Issarbe est une station de ski de fond du département des Pyrénées-Atlantiques. Elle est implantée sur les communes de Lanne-en-Barétous et Sainte-Engrâce.

## Culture locale et patrimoine
Lanne-en-Barétous possède un château habité au XVIIe siècle par le neveu du mousquetaire Porthos.
Le col de la Hourcère, près de la station de ski de fond d'Issarbe, se trouve en limite sud de la commune.
Plusieurs maisons du village présentent des portails aux piles décorées de sculptures animalières en pierre, œuvres d'un artiste local anonyme du XIXe siècle. L’église Saint-Martin se dresse sur le territoire de la commune

## Équipements
La commune dispose d'une école primaire.